# Западно православље
Западно православље као теолошки и еклисиолошки појам обухвата све хришћанске заједнице које следе литургијску, односно обредну традицију западног хришћанства, а налазе се у пуном догматском јединству са васељенским православљем. Западно православље дели истоветна учења са остатком православног света, а разликује се само по обредној пракси, која се заснива на древном литургијском наслеђу западног хришћанства из времена пре Великог раскола (1054). У оквиру западне литургијске традиције, најзначајнију скупину чине обреди латинског типа, међу које спадају: римски обред, галикански обред, келтски обред и неки други древни обреди латинског хришћанства, који се у својим изворним или осавремењеним облицима употребљавају у богослужбеној пракси обновљеног западног православља.
Општа историја западног православља дели се на три посебна раздобља:
- Прво раздобље обухвата старију историју западног православља, односно ранохришћанско и раносредњовековно раздобље, од апостолских времена до Великог раскола (1054). Током тог раздобља, на хришћанском западу је постојала правоверна Римска црква, која се налазила у пуном догматском јединству са остатком православног света.[4]
- Друго раздобље обухвата период од 11. до 19. века, током кога је дошло до постепеног опадања и гашења правоверног хришћанства на западу.
- Треће раздобље започиње средином 19. века, када на хришћанском западу долази до појаве првих савремених верских покрета који су тежили ка пуној обнови православља, уз задржавање западних обредних традиција. Током 20. века, на хришћанском западу се појавило мноштво таквих покрета и заједница, које се условно могу поделити на оне које су стекле канонски статус у оквиру помесних православних цркава, и оне које још увек делују самостално, изван канонских оквира.[5]

## Историја
Упоредо са развојем грчког хришћанства на православном истоку, током ранохришћанског раздобља се развијало и латинско хришћанство на западу. Најзначајнија установа хришћанског запада била је Римска црква, која је у то време била правоверна и налазила се у пуном догматском јединству са источним патријаршијама. У исто време, на хришћанском западу се развило неколико обредних, односно литургијских традиција, које су носиле локална обележја. До нарушавања црквеног јединства је дошло постепено, у раздобљу од средине 9. до средине 11. века. Током тог периода, Римска црква је прихватила и озваничила неправоверно учење о двоструком исхођењу Светог Духа (уметак Филиокве), што је био један од главних узрока Великог раскола (1054).
Одвајањем Римокатоличке цркве од васељенског православља, означена је прекретница у историји правоверја на хришћанском западу. У прво време, део западних хришћана латинске литургијске традиције успео је да очува догматско јединство са остатком православног света, пре свега у појединим областима јужне Италије, које су се у то време још увек налазиле под византијском влашћу. Међутим, након коначне пропасти византијске управе у тим областима, Римокатоличка црква је своја неправоверна учења наметнула свим хришћанима у јужној Италији, како онима који су следили латински, тако и онима који су следили грчки обред, што је озваничено на Сабору у Барију (1098). Тиме је означен крај првог раздобља у историји западног православља, након чега је уследио период дугог опадања, који је трајао све до 19. века. У међувремену, латински обред се још неко време очувао у малом броју правоверних латинских заједница на православном истоку, као на пример у амалфијском манастиру на Светој Гори, који је запустео тек у 13. веку. Након гашења таквих заједница, у православном свету је замрла употреба западних литургијских обреда, а шире занимање за њихову улогу у општој историји западног православља оживело је тек у оквиру литургијских студија.
У међувремену, на западу је дошло до протестантске реформације, која је током 16. века изменила верску слику у разним областима средње, северне и западне Европе. Већ у то време, поједини лутерански прваци су уочили потребу за успостављањем непосредних односа са православним хришћанима, што је довело и до првих преговора о црквеном јединству, вођених са цариградским патријархом Јеремијом II, који је у три наврата (1576, 1579, 1581) исказивао начелну спремност за постизањем споразума, уз неопходно усклађивање појединих спорних лутеранских учења са учењима Православне цркве. Иако нису довели до обнове западног православља, поменути преговори су сведочили да је у појединим срединама на хришћанском западу почела да се јавља свест о потреби за успоствањем веза са Православном црквом, што је дошло до посебног изражаја почетком 18. века, када је скупина англиканских бискупа, који су се претходно одвојили од званичне цркве у Енглеској, покушала да оствари јединство са Православном црквом, изразивши спремност да ступи под окриље Јеруслаимске патријаршије. Током преговора, који су вођени између 1716. и 1723. године, постигнута је начелна сагласност о кључним догматским питањима, али до коначног успостављања јединства ипак није дошло.
Средином 19. века, у појединим срединама на хришћанском западу долази до појаве савремених верских покрета који су не само тежили, већ делимично и успели у обнови православља, уз задржавање западних обредних, односно литургијских традиција. Један од првих иницијатора обнове западног православља био је Џулијан Џозеф Овербек (1820—1905), који је у Великој Британији током друге половине 19. века предузео низ акција у циљу обнове западних литургијских традиција, под окриљем православља. Током 20. века, његов пример су следили и многи други ентузијасти, првенствено у западној Европи и Северној Америци, тако да се на хришћанском западу појавило мноштво сличних покрета и заједница, које су тежиле ка повратку под окриље православља, уз задржавање западних обреда. Иако су такве иницијативе наилазиле на подршку широм православног света, повремено је долазило и до извесних отпора, првенствено због тога што су поменути покрети по правилу показивали тенденцију ка даљем уситњавању путем честих унутрашњих деоба. Иако су поједине заједнице западних православаца успеле да стекну канонски статус у оквиру помесних православних цркава, знатан део није успео да регулише свој статус, тако да многе од тих заједница и даље делују самостално, изван канонских оквира.